# Yves Deswaene
Yves Deswaene is een Belgische politicus voor Open Vld. Hij is burgemeester van Lochristi.

## Biografie
Yves Deswaene is zoon van politicus, later volksvertegenwoordiger, Roland Deswaene. Hij studeerde licentiaat rechten en ging later als verzekeringsinspecteur werken.
Yves Deswaene werd politiek actief in Lochristi en in 1995 werd hij er OCMW-raadslid. Bij de gemeenteraadsverkiezingen van 2000 verloor de CVP in Lochristi haar meerderheid en werd de VLD de grootste partij. Deswaene werd zo in 2001 burgemeester.
Hij bleef burgemeester na de verkiezingen van 2006, 2012 en 2018.